# Laura Ashley
Laura Ashley (7 de septiembre de 1925 - 17 de septiembre de 1985) fue una diseñadora de moda y emprendedora galesa. Originalmente confeccionó materiales decorativos en la década de 1950, expandiendo el negocio al diseño y fabricación de ropa en la década de 1960. El estilo de Laura Ashley se caracteriza por diseños ingleses románticos — a menudo inspirados en el estilo rural británico del siglo XIX — y el uso de tejidos naturales.

## Primeros años
A pesar de que sus padres galeses vivieron en Londres, su madre regresó a casa para que Laura Mountney naciera en Gales en la casa de su abuela, el 31 de Station Terrace, en Dowlais, Merthyr Tydfil. Fue educada en una familia de funcionarios públicos como estricta baptista La capilla a la que acudía la familia en Dowlais (Hebron) empleaba la lengua galesa en los oficios y a pesar de que no podía entender la lengua, a ella le encantaba, especialmente las canciones. Educada en la escuela de Marshall en Merthyr Tydfil hasta 1932, fue luego enviada a la escuela de Elmwood, en Croydon. Fue evacuada de vuelta a Gales a los 13 años, pero con tantos evacuados por la Segunda Guerra Mundial no había plazas escolares libres y tuvo que ir a la escuela de Secretariado de Aberdare. 
En 1942, a los 16 años, dejó la escuela y sirvió en el servicio Real Naval de Mujeres. Durante este periodo conoció al ingeniero Bernard Ashley en un club  para la juventud en Wallington. Después de la guerra, Bernard fue enviado a la India con los Gurkhas, y la pareja se comunicó por carta. De 1945 a 1952 trabajó como secretaria para la Federación Nacional de los institutos de las mujeres en Londres, casándose con Bernard en 1949.

## La empresa

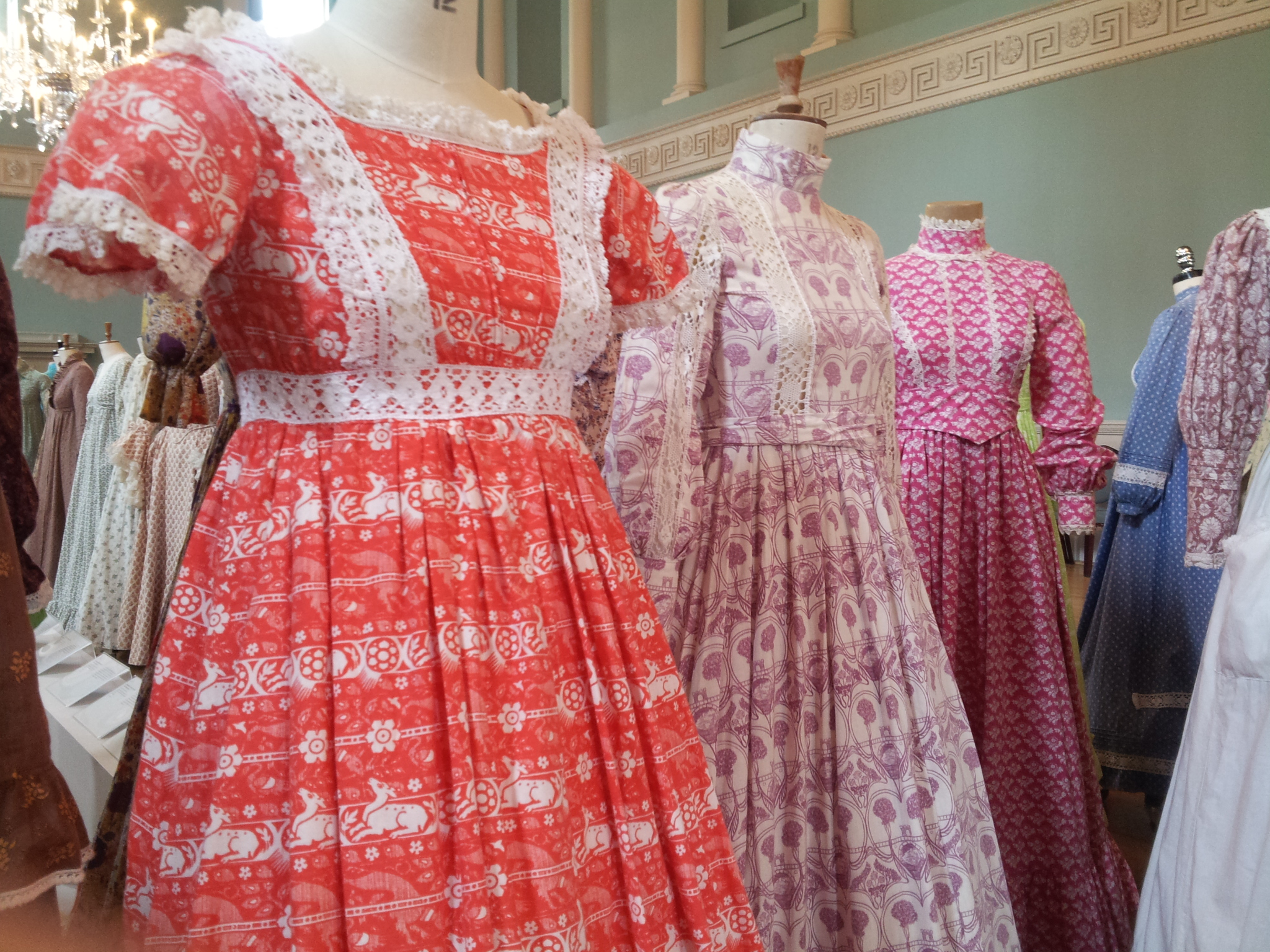
Vestidos de algodón estampados de los años 1970 por Laura Ashley exhibidos en el Museo de Moda de Bath, en 2013.

Mientras trabajaba como secretaria y criaba a sus dos primeros hijos, Ashley realizó algunos trabajos de desarrollo para el Instituto de la Mujer confeccionando faldas. Revisitando el trabajo que había aprendido con su abuela,  empezó a diseñar bufandas, servilletas, manteles de mesa y telas de té que Bernard imprimió en una máquina que había diseñado en su piso del ático en el 83 de la calle Cambridge, Pimlico.
Las bufandas tuvieron un éxito inmediato, vía compra por catálogo y en cadenas de prestigio como John Lewis – y Bernard dejó su trabajo en la City para dedicarse exclusivamente a la impresión de tejidos. La empresa fue originalmente registrada como Ashley Mountney (el apellido de soltera de Laura), pero Bernard cambió el nombre a Laura Ashley porque sentía que un nombre de mujer era más apropiado para el tipo de productos que producían. La nueva empresa se trasladó a Kent en 1955, pero cuando el tercero de sus cuatro hijos nació, la familia regresó a Gales en 1961.
La primera tienda de moda Laura Ashley abrió en 1961. Eran especialmente apreciadas sus camisas y batas de jardinería. Toda la familia estaba involucrada en la empresa. David, el hijo mayor, nacido en 1954, se encargaba del diseño de las tiendas, la hija mayor, Jane, era la fotógrafa de la empresa, y los menores, Emma y Nick, formaban parte del equipo de diseño de moda. Bernard era el presidente de la compañía y Laura se encargaba de las telas. El enorme éxito de sus productos les permitió poder comprarse un yate y un avión privados, un chateau francés en Picardía, una casa en Bruselas y una villa en Nueva Providencia, Bahamas.
En 1985, justo después de su sexagésimo cumpleaños, Laura Ashley sufrió una grave caída en las escaleras de su casa en West Midlands y fue trasladada al hospital de Coventry, donde falleció diez días después de un derrame cerebral. Su viudo Sir Bernard Ashley murió el 14 de febrero de 2009 de cáncer.